# Yuri Cornelisse
Yuri Cornelisse est un footballeur néerlandais, né le 8 mai 1975 à Alkmaar aux Pays-Bas. Il évoluait comme attaquant.

## Carrière
- 1996-1998 :  FC Oss
- 1998-1999 :  RSC Anderlecht
- 1999-2004 :  RKC Waalwijk
- 2004-2005 :  NAC Breda
- 2005-2007 :  FC Groningue
- 2007-2010 :  ADO La Haye[1],[2]

## Palmarès
Vierge

## Vie privée
Yuri, est le grand frère de Tim Cornelisse, également footballeur. Ils ont joué ensemble au FC Oss et au RKC Waalwijk.